# 魏譚
魏谭（?—?），字少闲，琅邪郡（今山东省临沂市）人，中国东汉人物。
魏谭在王莽末年时被饥饿的变民所擒获，魏谭一起的数十人都被捆起来，按顺序烹煮。变民见魏谭好像很谨慎厚道，让他单独烧火，到晚上再把他捆起来。变民有个夷长公，他很同情魏谭，悄悄地把他的绳子解开，说：“你们都会被吃掉，你赶紧走吧。”魏谭回答：“魏谭为诸君烧火，常常吃你们剩下的食物，其他的人都吃菇草莱，不如吃我。”夷长公认为他有义气，于是把他的话告诉其他变民并且放了他们，于是一起都得免死。魏谭汉明帝永平年间为主家令。